# Jatoi
Jatoi (en ourdou : جتوئ) est une ville pakistanaise, située dans le district de Muzaffargarh dans le sud de la province du Pendjab. Elle est aussi la capitale du tehsil du même nom.
La ville est située dans une le sud rural et peu développé du sud du Pendjab. Sa population vit principalement de l'agriculture et la ville compte peu d'infrastructures publiques.
La population de la ville a été multipliée par plus de cinq entre 1981 et 2017, passant de 8 068 habitants à 109 424. Entre 1998 et 2017, la croissance annuelle moyenne s'affiche à 5,6 %, très largement supérieure à la moyenne nationale de 2,4 %. En 2023, la population de la ville monte à 155 196 habitants.
|            | 1972 (rec.) | 1981 (rec.) | 1998 (rec.) | 2017 (rec.) | 2023 (rec.) |
| ---------- | ----------- | ----------- | ----------- | ----------- | ----------- |
| Population | 8 068       | 21 422      | 38 986      | 109 424     | 155 196     |